# موزه کامپیوتر ایران
موزهٔ کامپیوتر ایران یک موزه در زمینهٔ تاریخ و فناوری کامپیوتر است که در سال ۱۴۰۲ در تهران افتتاح شد. این موزه به جمع‌آوری، نگهداری، پژوهش و نمایش دستگاه‌ها، افزارها و مستندات تاریخی در حوزهٔ تاریخ کامپیوتر در ایران می‌پردازد. هدف این موزه ارائهٔ اطلاعات جامع و آموزشی دربارهٔ تحولات و پیشرفت‌های دنیای کامپیوتر از آغاز تا به امروز است. موزهٔ کامپیوتر ایران علاوه بر نمایشگاه‌های دائمی، به برگزاری رویدادها و نمایشگاه‌های دوره‌ای، فعالیت‌های پژوهشی و تحقیقاتی در حوزه کامپیوتر و فناوری نیز می‌پردازد.

## تاریخچه
اولین تلاش‌ها برای تأسیس یک موزهٔ کامپیوتر در ایران به دههٔ ۷۰ شمسی بازمی‌گردد. در ابتدای این دهه، تلاش‌هایی برای تأسیس موزه‌های ترویج علم صورت گرفت که اکثرشان در حد طرح و ایده باقی ماند و برخی نیز اجرایی شد، همچون فعالیت‌های بنیاد ملی زیرک‌زاده در دو فرهنگسرای بهمن و خاوران. اما این تلاش‌ها جز تأسیس یک کاوش‌کده در فرهنگسرای خاوران که تنها چند سال فعالیت کرد به نتیجهٔ خاص دیگری منتهی نشد.
در سال ۱۳۷۶، علی پارسا ایدهٔ تأسیس یک موزهٔ کامپیوتر در ایران را در نشستی از انجمن انفورماتیک ایران مطرح کرد. این ایده بعدها توسط ابراهیم ابطحی پیگیری شد. او در دههٔ ۸۰ در انجمن انفورماتیک ایران، فهرستی از افراد تأثیرگذار در حوزهٔ کامپیوتر ایران تهیه و با آنها گفتگو کرد تا مجموعه‌ای از تاریخ شفاهی و مستندات را در این زمینه گرد آورد. تیم موزه نیز از این فهرست بهره گرفت و در قالب پروژهٔ تاریخ شفاهی موزهٔ کامپیوتر ایران، تاکنون با ۳۰ نفر از افراد تأثیرگذار این حوزه مصاحبه کرده است.
با این حال، ایدهٔ موزهٔ کامپیوتر تا دههٔ ۹۰ به مرور فراموش شد. در سال ۱۳۹۹، پروژهٔ موزهٔ کامپیوتر ایران با پیگیری و سرمایه‌گذاری حسام آرمندهی دوباره به جریان افتاد. تأسیس موزه با پشتیبانی ناصرعلی سعادت، مدیرعامل شرکت ندا رایانه آغاز شد و سعید انوری‌نژاد، طراحی و اجرای آن را برعهده گرفت.
طراحی موزه از سال ۱۴۰۰ آغاز شد و ساخت آن از زمستان ۱۴۰۱ کلید خورد. سرانجام، موزهٔ کامپیوتر ایران در ۲۷ بهمن ۱۴۰۲ افتتاح شد.

## گنجینه
موزهٔ کامپیوتر ایران فضایی به مساحت ۴۵۰ متر مربع را دربرمی‌گیرد که ۱۰۰ متر مربع از آن به رویدادها و نمایشگاه‌های دوره‌ای اختصاص یافته است. گنجینهٔ موزه از دو بخش تشکیل شده: آثار، دستگاه‌ها و مستندات تاریخی از مجموعهٔ شخصی ناصرعلی سعادت و دیگر اهداکنندگان گرد آمده و افزارهای تعاملی که توسط خود تیم موزه طراحی و تولید شده‌اند.
این موزه شامل مجموعه‌ای از افزارها، دستگاه‌ها و کامپیوترهای مهم و کمیاب تاریخ کامپیوتر از آغاز تا امروز است. برخی از این آثار شامل ماشین‌حساب‌های مکانیکی Precisa Hermes 117، مینی‌کامپیوتر HP-21MX، ماشین‌حساب‌های الکترونیکی HP-35 و HP-65، کامپیوتر اپل مکینتاش، دستیار دیجیتال اپل نیوتون و از اولین نمونه‌های IBM PC می‌شوند.
فضای موزه به بخش‌های مختلفی تقسیم شده است که تاریخ، مفاهیم، مستندات و چهره‌های شاخص حوزهٔ کامپیوتر ایران و جهان را به مخاطبین ارائه می‌کند. بخشی از موزه به گاه‌شمار تاریخ کامپیوتر ایران اختصاص داده شده که بر اساس پروژهٔ تاریخ شفاهی کامپیوتر در ایران تدوین شده است. سایر بخش‌های موزه به دوره‌های مختلف تاریخ کامپیوتر از عصر چرتکه تا دوران مدرن و جنبه‌های مختلف حوزهٔ کامپیوتر مثل سخت‌افزار، نرم‌افزار، شبکه و اینترنت، بازی‌های ویدیویی و هوش مصنوعی می‌پردازند.
موزهٔ کامپیوتر ایران علاوه بر این، افزارها و دستگاه‌های تعاملی متعددی را در خود جای داده است که توسط تیم موزه جهت استفادهٔ بازدیدکنندگان طراحی و ساخته شده‌اند. این افزارها شامل نمونه‌های بازسازی‌شدهٔ دستگاه‌های تاریخی واقعی مثل ماشین هالریت می‌شود که اولین بار برای سرشماری سال ۱۸۹۰ آمریکا استفاده شد. از دیگر نمونه‌های این افزارها، بازآفرینی استخوان‌های نپر و دستگاه کد مورس هستند. بازدیدکنندگان می‌توانند از نزدیک با بعضی از آثار تاریخی گنجینهٔ موزه مثل ماشین تحریر IBM Selectric هم کار کنند.
افزارهای تعاملی متعددی نیز برای آشنایی بیشتر بازدیدکنندگان با مفاهیم مختلف حوزهٔ کامپیوتر طراحی و ساخته شده است. این افزارها نحوهٔ کارکرد بخش‌های مختلف کامپیوتر یا مفاهیم مختلف علوم کامپیوتر را به زبان ساده به مخاطب آموزش می‌دهند. از نمونه‌های این افزارها می‌توان به نمونهٔ فیزیکی ماشین تورینگ، افزار تعاملی دروازه‌های منطقی، جمع‌کننده دودویی و افزار آموزش هوش مصنوعی اشاره کرد.

## فعالیت‌های پژوهشی و تحقیقاتی
موزهٔ کامپیوتر ایران به فعالیت‌های تحقیقاتی و پژوهشی در حوزهٔ کامپیوتر و فناوری نیز می‌پردازد. این فعالیت‌ها شامل پروژه‌های مختلفی است که به مستندسازی و تحلیل تاریخ و تحولات این حوزه می‌پردازند. به عنوان نمونه، می‌توان به پروژهٔ تاریخ شفاهی کامپیوتر در ایران اشاره کرد. این پروژه تلاش دارد تا تجارب و خاطرات افراد تأثیرگذار در این عرصه را ثبت و حفظ کند و به این ترتیب، منبعی برای پژوهشگران و علاقه‌مندان به تاریخ کامپیوتر و فناوری در ایران فراهم آورد. فعالیت‌های پژوهشی موزه بر تقویت دانش و شناخت بیشتر از پیشرفت‌های فناوری در ایران و جهان تمرکز دارد.